# Megalocnidae
Megalocnidae — вимерла родина лінивців, яка мешкала на островах Великих Антильських островів з раннього олігоцену до середини голоцену. Вони відомі на Кубі, Еспаньйолі та Пуерто-Рико, але не відомі з Ямайки. Хоча раніше їх відносили до Megalonychidae, останні дослідження мітохондріальної ДНК і секвенування колагену показують, що вони є найдавнішою групою, що відрізняється від усіх інших лінивців. Вони демонстрували значну різноманітність у розмірі тіла та способі життя, причому Megalocnus був наземним і, ймовірно, важив кілька сотень кілограмів, тоді як Neocnus, ймовірно, був деревним і був подібним за вагою до сучасних деревних лінивців, менш ніж 10 кілограмів.
Вважається, що лінивці прибули до Карибського басейну з Південної Америки (де вони виникли) на межі еоцену та олігоцену приблизно 33 мільйони років тому, коли відбулося значне падіння рівня моря, спричинене епізодом зледеніння.